# Сибиряков (ледокол)
«Сибиряков» — паровой ледокол, построенный в Голландии по финскому заказу под названием «Яакарху» (фин. Jääkarhu, «Белый медведь»).
После передачи СССР в феврале 1945 году, в счёт репараций, назван в честь ледокольного парохода «Александр Сибиряков».

## История судна
Строился в Голландии по заказу финского правительства на верфи Machinefabriek en Scheepswerf van P.Smit Jr (строительный номер 350). Спущен на воду в 1926 году в Роттердаме. «Яакарху» был одним из первых ледоколов, специально предназначенных для военного флота. На палубе были установлены фундаменты для орудий, перед машинным отделением оборудованы артиллерийские погреба. Корпус разделялся на 8 водонепроницаемых отсеков.
В 1944 году после завершения советско-финской войны (1941–1944 гг.) ледоколы «Яакарху» и «Войма» были переданы СССР. С декабря 1944 года ледоколы были размещены в Ленинграде. В декабре 1944 года еще до официальной передачи СССР «Яакарху» капитаном ледокола был назначен Андрей Иванович Койвунен (бывший до 1943 года капитаном портового буксира «Василий Молоков» в Диксоне), а старшим помощником Алексей Васильевич Марышев (бывший до декабря 1944 года капитаном ледокольного парохода «Таймыр»). По их прошению на новый ледокол также переводился, ранее находившийся у них в подчинении Ю. С. Кучиев на должность 4-го помощника капитана. 
24 февраля 1945 года ледоколы «Яакарху» и «Войма» официально передавались СССР, после чего «Яакарху» был переименован в «Сибиряков». Капитаном ледокола в 1945–1946 годах был Карл Павлович Эгги. Судно под его руководством занималось проводкой торговых и военных судов на линии Ленинград — Хельсинки. 
4 февраля 1946 году капитаном ледокола был назначен Борис Николаевич Макаров. Дублером капитана в 1946 г. был Андрей Иванович Койвунен (с 1948 г. капитан-наставник на ледоколе «Сибиряков»).
Весной 1947 года «Сибиряков» участвовал в проводке теплохода «Грибоедов», отправившегося в Бразилию из Лиепаи для изучения полного солнечного затмения 20 мая 1947 года и растительного мира страны. 12 апреля ледокол вывел теплоход «Грибоедов» на буксире с рейда порта Лиепаи и дальше проводил до шведских городов Карлсхамн (14 апреля) и Треллеборга (17 апреля).  
Летом 1947 году «Сибиряков» принимал участие в буксировке судостроительного дока ПД-1 из Калининграда в Баренцево море. В феврале 1949 году Б. Н. Макарова на посту капитана сменил Д. Н. Чухчин. 
Под руководством капитана Д. Н. Чухчина несколько  сезонов «Сибиряков» работал в Белом море на зверобойных промыслах (в должности 2-го помощника капитана в рейсах участвовал Ю. С. Кучиев).
В 1953 году «Сибиряков» прошёл модернизацию в Роттердаме, в ходе которой было установлено две радарные антенны и новая надстройка между дымовыми трубами.
В июле 1956 года ледокол «Сибиряков» принимал участие в проводке боевых кораблей из Полярного в порт Провидения ЭОН-66. 21 июля корабли ЭОН-66 в полном составе собралась на рейде Диксона. Кораблям предстоял последний, но самый сложный этап перехода до бухты Провидения, на этом участке ледокол «Сибиряков» изогнул во льдах руль на 25° и ушёл доковаться в Мурманск.
В средине 1950-х годов на «Сибирякове» начинал свою карьеру Б. М. Соколов, за два года пройдя путь с 3-го до старшего помощника капитана (1954—1956 годы).
В конце 1960 года в Ленинград прибыли ледоколы «Сибиряков», «Малыгин», «Капитан Белоусов», «Капитан Воронин» с целью проведения пробной зимней навигации - этого времени считается возобновление круглогодичной работы Ленинградского порта.
В июне 1961 года «Сибиряков» принимал участие в начале операции по буксировке трофейного немецкого дока 4М (высота его башен равнялась 16 м, ширина самого дока — 57,5 м, длина 256 м) из Кронштадта (на первом этапе пути проводку осуществляли семь судов во главе с «Сибиряковым»).
16 октября 1972 году судно было списано, а в 1975 году выведено из состава флота и продано на слом в Италию (распилено в городе Ла-Специя). 

## Список капитанов ледокола «Сибиряков»
декабрь 1944 — февраль 1945 гг. — Андрей Иванович Койвунен
февраль 1945 — 28 января 1946 гг. — Карл Павлович Эгги
4 февраля 1946 — февраль 1949 гг. — Борис Николаевич Макаров
февраль 1949 — 1950 гг. — Дмитрий Николаевич Чухчин 
1950 г. — Михаил Яковлевич Сорокин 
1950 г. — Александр Иванович Ветров
31 июля 1950 — 23 февраля 1951 гг. — Борис Николаевич Макаров (2-й раз) 
февраль 1951 — ? — Дмитрий Николаевич Чухчин (2-й раз) 
апрель 1951 — 1953 гг. — Михаил Яковлевич Сорокин (2-й раз)

## В кино
В фильме «Красная палатка» (1969 год) «Сибиряков» «исполнил роль» ледокола «Красин». Сам исторический «Красин» после проведённой 1950-х годах в ГДР модернизации мало напоминал внешним обликом тот ледокол, что в 1928 году помог команде итальянских аэронавтов, потерпевшего крушение дирижабля «Италия».